# Kristina Higgins
Pour les articles homonymes, voir Higgins.
Kristina Higgins, née le 4 février 1994 à Columbus (Caroline du Nord), est une joueuse américaine de basket-ball.

## Biographie
De 2012 à 2016, elle joue en NCAA pour la prestigieuse université des Bears de Baylor, qui remporte les quatre saisons le tournoi final de la Big 12 pour atteindre le Sweet Sixteen en 2016 puis trois fois l'Elite Eight, mais il n'y a qu'un rôle modeste (1,6 point et 1,3 rebond en 29 rencontres en fresman; 3,9 points et 3,7 rebonds en 36 rencontres en sophomore; 3,3 points et 3,3 rebonds en 34 rencontres en junior; 3,2 points et 3,8 rebonds en 32 rencontres en senior). Elle commence sa carrière professionnelle en Roumanie, d'abord pour deux saisons à Brasov (11,4 points à 53,2 % et 11,2 rebonds puis 14,4 points à 57,0 % et 13,2 rebonds, deux fois meilleure rebondeuse du championnat), puis une à Sfantu Gheorghe (16,1 points à 63,5 % et 10,8 rebonds). En 2019-2020, elle rejoint le CEKK Cegled, club avec lequel elle dispute l'Eurocoupe, pour 15 points et 9,7 rebonds en championnat et 12,8 points à 54,7% de réussite aux tirs, 7,3 rebonds et 0,7 contre en Eurocoupe. En avril 2020, elle s'engage pour la saison 2020-2021 avec le club français de Roche Vendée dont elle doit former le trio intérieur avec Marielle Amant et Tiffany Clarke.

## Clubs
- 2012-2016 :  Bears de Baylor
- 2016-2018 :  Olimpia CSU Brasov
- 2018-2019 :  ASC Sepsi SIC Sfantu Gheorghe
- 2019-2020 :  CEKK Cegled
- 2020- :  Roche Vendée Basket Club

## Palmarès
- Vainqueur du tournoi final de la Big 12 (2013, 2014, 2015, 2016)
- Championne de Roumanie 2019

## Distinctions personnelles
- Meilleur cinq académique (2016[2])
- Deuxième cinq académique (2015[2])
- Meilleure joueuse des finales de Roumanie 2019